# Bryodema mazongshanensis
Bryodema mazongshanensis är en insektsart som beskrevs av Zheng, Z. och E.-b. Ma 1995. Bryodema mazongshanensis ingår i släktet Bryodema och familjen gräshoppor. Inga underarter finns listade i Catalogue of Life.